# Academia de las Artes de Prusia

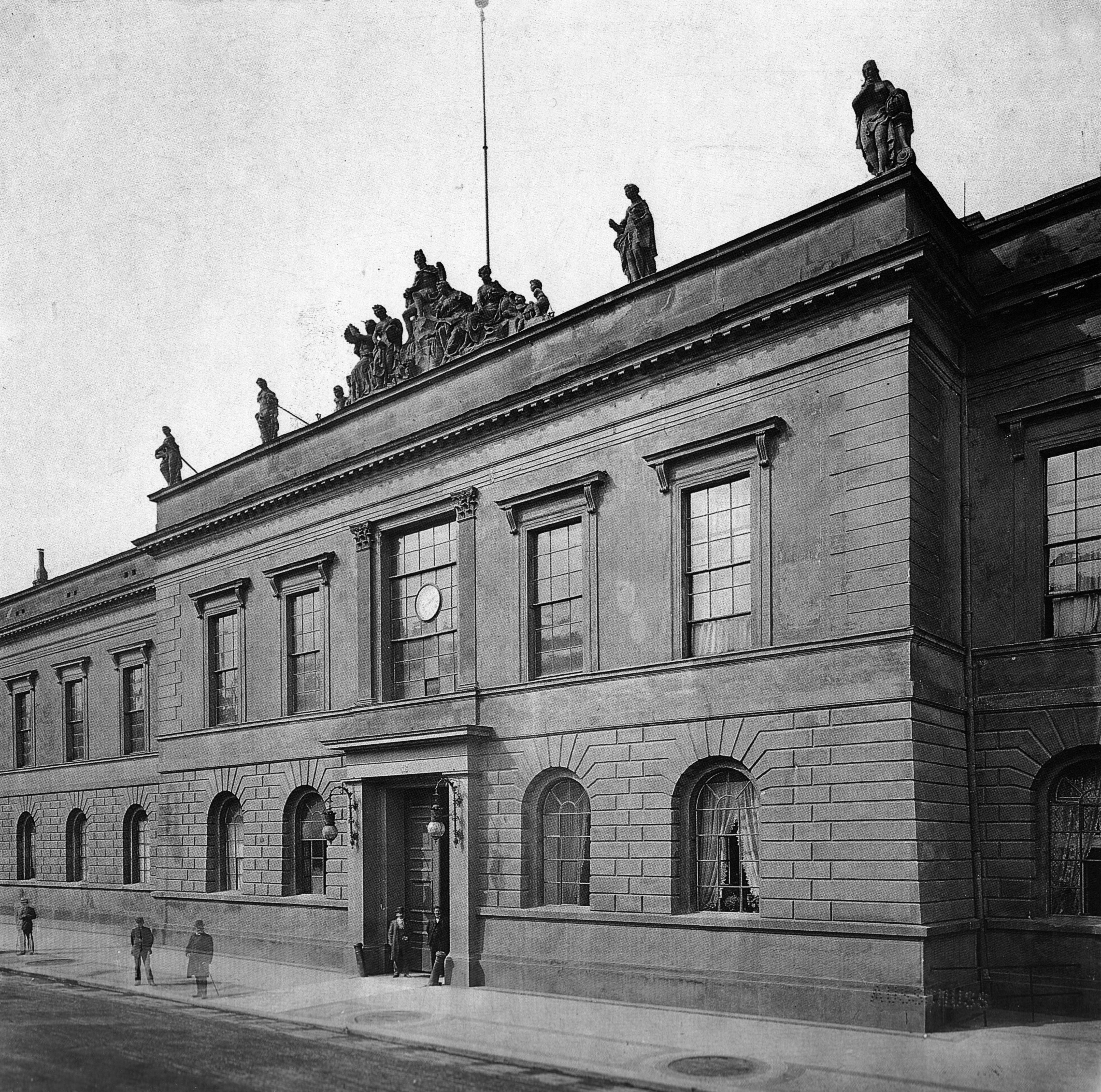
La antigua Preußische Akademie der Künste alrededor de 1903

Para la institución actual, véase Academia de las Artes de Berlín.
La Academia de las Artes de Prusia (Preußische Akademie der Künste) era una escuela de arte instalada en Berlín, Brandeburgo, en 1694/1696 por el príncipe elector Federico III, también conocido por unión personal como duque Federico I de Prusia, y después rey de Prusia. Tuvo una influencia decisiva en el arte y su desarrollo en el mundo germanoparlante durante su existencia. Se eliminó la referencia a Prusia de su nombre en 1945 y fue finalmente desmantelada en 1955 después de la fundación en 1954 de dos academias de artes separadas para Berlín Este y Berlín Oeste. Estas dos academias se fusionaron en 1993 para formar la actual Academia de las Artes de Berlín.
Después de la Accademia Nazionale dei Lincei en Roma y el Instituto de Francia en París, la Academia de las Artes de Prusia era la institución más antigua de su naturaleza, con una misión similar a otras academias reales de su tiempo, como la Real Academia Española en Madrid, la Royal Society en Londres, la Real Academia de las Ciencias de Suecia en Estocolmo o la Academia de las Ciencias de Rusia en San Petersburgo.